# Hiéroglyphe égyptien F40

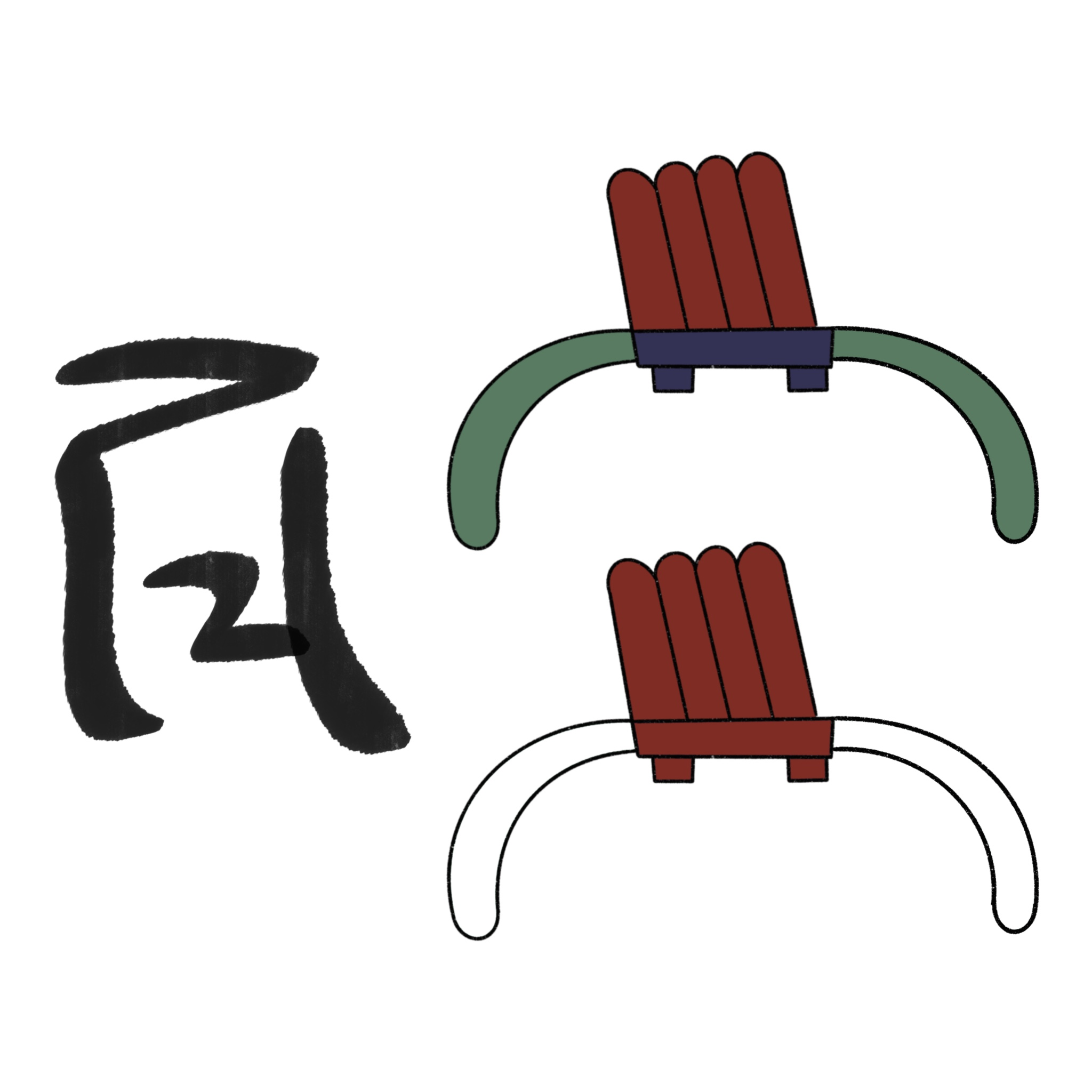
Version hiératique et hiéroglyphique

La section de cage thoracique moelle s'en échappant des deux côtés, en hiéroglyphes égyptiens, est classifiée dans la section F « Parties de mammifères » de la liste de Gardiner ; cet hiéroglyphe y est noté F40.

## Représentation
Il représente une partie de cage thoracique de bovin (Bos taurus) couché avec la colonne vertébrale et les côtes sur la partie supérieure, de laquelle s'échappe de la moelle épinière des deux côtés. Il est translittéré ȝwj ou ȝw. 

## Utilisation
| F40 | w |

| F40 | w |

d'où son utilisation comme phonogramme bilitère de valeur ȝw.

## Exemples de mots
| F40 | w | i | i | A24 |

| F40 | w | i | i | A24 |

| F40 | W | Z6 |

| F40 | W | Z6 |

| mA | A | F40 · t | Y1 · Z2 |

| mA | A | F40 · t | Y1 · Z2 |